# Embaixada da Guiana em Brasília
A Embaixada da Guiana em Brasília é a principal representação diplomática guianense no Brasil. Está localizada no Lago Sul. Além da embaixada, a Guiana tem um consulado em Boa Vista e outros dois consulados honorários.
O atual embaixador é George Wilfred Talbot.

## Serviços
A embaixada realiza os serviços protocolares das representações estrangeiras, como o auxílio aos guianenses que moram no Brasil e aos visitantes vindos da Guiana e também para os brasileiros que desejam visitar ou se mudar para o país vizinho - estima-se que cinco mil brasileiros morem apenas na capital Georgetown.
Outras ações que passam pela embaixada são as relações diplomáticas com o governo brasileiro nas áreas política, econômica, cultural e científica. Brasil e Guiana mantém relações diplomáticas desde 1968, dois anos após a independência guianense. Diversos acordos foram assinados pelas diplomacias dos países, começando em 2001 pelo Acordo de Alcance Parcial, relacionado a tarifas. Brasileiros e guianenses compartilham mais de 1600 quilômetros de fronteiras terrestres, e tem acordos de cooperação técnica nas áreas de segurança, energia, meio ambiente, agricultura, saúde e defesa - como na questão das fronteiras. O comércio entre os dois países chegou a 41,5 milhões de dólares em 2018
Além da embaixada, a Guiana conta com mais um consulado em Boa Vista e mais dois consulados honorários em São Paulo e no Rio de Janeiro.